# Centre històric d'Ascó
El centre històric d'Ascó és un conjunt d'edificis i carrers d'Ascó (Ribera d'Ebre) catalogats a l'Inventari del Patrimoni Arquitectònic de Catalunya. El nucli antic d'Ascó està constituït de carrers estrets i costeruts, que quedaven tancats per muralles, de les quals se'n conserven alguns trams. Aquests carrers conflueixen en places, com són la Major, on en època medieval i moderna hi havia el mercat local; de l'Abadia, amb l'edifici del Forn de pa on s'hi jutjaven els prohoms; o la de l'Església. Destaquen especialment el carrer dels Sequerets, on hi havia el cementiri musulmà, que després de l'expulsió s'instal·laren els sequers de fruits; el carrer de Baix on hi ha un bon nombre de cases morisques; i el carrer de l'Hospital, amb les cases de Ca Pere Sans i l'antic Hospital. Alguns dels carrers comuniquen entre ells a través de perxes que passen sota les cases, i que havien estat espais de comunicació entre les dues parts que separaven la vila. La tipologia constructiva dominant és la casa entre mitgeres de tres o quatre nivells d'alçat, que s'obre amb portals d'arc de mig punt ceràmic amb brancals de pedra. Els murs són fets majoritàriament de tàpia.
La Vila d'Ascó tenia dues comunitats, la de Dins (moriscs) i la de Fora (cristians vells). L'any 1595 s'uniren les dues i formaren un cos amb una universitat. [referència: 20 d'octubre de 1595, Capbreu 3, p.7]. A la Vila de Dins hi vivien els moriscs amb els privilegis donats per Ramon Berenguer IV i conservats fins al 1529 oficialment, en què els fou presa la mesquita, en convertir-se -fingidament- al cristianisme. L'any 1610 se'n va produir l'expulsió definitiva, tot i que es té notícia del retorn d'algunes famílies.